# Линней, Карл
Карл Линне́й, после получения дворянства в 1761 году — Карл фон Линней (лат. Carolus Linnaeus, Carl Linnaeus, швед. Carl Linné, Carl von Linné; 23 мая 1707, Росхульт — 10 января 1778, Уппсала) — шведский естествоиспытатель (ботаник, зоолог, минералог), таксономист и медик. В 1732 году в одиночку совершил научное путешествие в Лапландию, преодолев за пять месяцев более 2000 км. В Голландии защитил докторскую диссертацию и опубликовал ряд ботанических и общебиологических работ, в короткий срок сделавших его известным во всём мире. С 1741 года профессор Уппсальского университета.
Карл Линней — создатель единой системы классификации растительного и животного мира, в которой были обобщены и в значительной степени упорядочены знания всего предыдущего периода развития биологической науки. Среди главных заслуг Линнея — введение точной терминологии при описании биологических объектов, внедрение в активное употребление биноминальной (бинарной) номенклатуры, установление чёткого соподчинения между систематическими (таксономическими) категориями. Ещё одним достижением Линнея стало выделение биологического вида в качестве исходной категории в систематике, а также определение критериев отнесения природных объектов к одному виду. Линней — автор активно использовавшейся в XVIII и XIX веке Половой системы классификации растений. В Швеции Линнея также ценят как одного из создателей литературного шведского языка в его современном виде. Среди организационных заслуг Линнея — участие в создании Шведской королевской академии наук, а также большие усилия по введению преподавания естественных наук в систему университетского образования.
Линнея называли Princeps botanicorum («глава ботаников») и «Плиний Севера».
Он был избран членом Лондонского королевского общества, Берлинской, Парижской и Петербургской АН. Во многих странах были созданы Линнеевские общества, распространявшие его учение. «Лондонское Линнеевское общество» до настоящего времени является одним из крупнейших мировых научных центров, а основу его собрания составляет перевезённая из Швеции в Великобританию богатейшая коллекция Линнея. С 1959 года Линней считается лектотипом вида Homo sapiens.

## Биография

### Ранние годы
Карл Линней родился в 1707 году в Южной Швеции, в исторической провинции Смоланд — в деревне Росхульт лена Крунуберг. Дата его рождения по действовавшему в то время в Швеции так называемому шведскому календарю — 13 мая (по григорианскому календарю — 23 мая, по юлианскому — 12 мая). Его отцом был сельский лютеранский пастор Николаус (Нильс) Ингемарссон Линнеус (1674—1748), сын крестьянина; закончив гимназию в Векшё, он некоторое время учился в Лундском университете, однако из-за нехватки денег был вынужден прервать учёбу, так и не получив учёной степени. Вернувшись в Смоланд, Нильс поселился в Стенбрухульте, найдя жильё и работу помощника у приходского пастора Самуэля Бродерсониуса (1656—1707). В 1704 году он принял духовный сан и получил должность приходского викария (помощника пастора). Матерью Карла Линнея была Анна Кристина Бродерсония (1688—1733), старшая дочь Самуэля Бродерсониуса. Нильс Линнеус женился на ней в 1706 году, когда ей было 17 лет, после чего молодая семья переехала в Росхульт, находившийся в двух километрах от Стенбрухульта. Карл был в семье первенцем, позже родилось ещё четверо детей — три девочки и мальчик.
В Швеции Карла Линнея обычно называют Carl von Linné — по имени, которое он стал носить после того, как его возвели в дворянство; в англоязычной литературе его традиционно именуют Carl Linnaeus, то есть по тому имени, которое ему было дано при рождении. У отца Карла Линнея, Нильса Ингемарссона, как и у большинства представителей низших сословий, изначально не было фамилии: Ингемарссон — это его патроним (отчество), образованный от имени отца в родительном падеже и слова «сын». Родился Нильс в деревне Виттарюд лена Крунуберг, расположенной примерно в 40 км к востоку от Стенбрухульта, в семье крестьянина Ингемара Бенгтссона (1633—1693). И отец Нильса, и его мать, Ингрид Ингемарсдоттер (1641—1717), происходили из крестьянских семей, в то же время среди их родственников было немало лиц духовного звания. Нильс, по обычаю того времени, при поступлении в 1699 году в университет сам придумал себе фамилию (латинский псевдоним) — Линней (Linnæus): латинизированное шведское название липы (lind). Выбор этого слова был связан с родовым символом — большой трёхствольной липой, росшей на земле его предков; подобным же образом ранее поступили и его родственники со стороны матери, взяв фамилию Тилиандер — от латинского названия липы, tilia.
В конце 1707 года скончался дед Карла со стороны матери, пастор Бродерсониус, — и в 1709 году, после назначения на его должность Нильса Линнеуса, мальчик с родителями переехал в Стенбрухульт в дом пастора. Возле дома Нильс Линнеус посадил небольшой сад, за которым с любовью ухаживал; здесь он выращивал овощи, фрукты и разнообразные декоративные растения, при этом знал все их названия. С раннего детства интерес к растениям проявлял и Карл, к восьми годам он знал названия многих растений, которые встречались в окрестностях Стенбрухульта; кроме того, в саду ему был выделен небольшой участок для его собственного маленького сада. По собственным воспоминаниям Карла Линнея, он в большей степени был похож на мать, нежели на отца: мать была «прилежной, трудолюбивой и никогда не давала себе покоя», отец же «жил в собственном мире, без лишнего шума и суеты».
У Линнея было три родных сестры и брат Самуэль. После смерти в 1748 году их отца, Нильса Линнеуса, Самуэль Линнеус (1718—1797) занял в 1749 году пост приходского пастора Стенбрухульта; в Швеции он известен как автор популярной книги о пчеловодстве.
С 1716 года Линней учился в городе Векшё (здесь в своё время получил школьное образование и его отец): сначала в низшей грамматической школе (1716—1724), затем в гимназии (1724—1727). Поскольку от Стенбрухульта Векшё находился примерно в пятидесяти километрах, Карл бывал дома только на каникулах. Его родители желали, чтобы он выучился на пастора и в будущем как старший сын занял место своего отца, но Карл учился очень плохо, особенно по основным предметам — богословию и древним языкам. Его интересовали только растения, а из учебных предметов — одна лишь математика; нередко он прогуливал занятия, вместо школы отправляясь на природу. Школьное начальство признало ребёнка неспособным и посоветовало его отцу отдать Карла учиться ремеслу, однако доктор Юхан Стенссон Ротман (1684—1763), окружной врач, преподававший в школе у Линнея логику и медицину, уговорил Нильса Линнеуса, с которым он был знаком, оставить сына в школе, чтобы тот готовился учиться на врача. Карл Линней поселился у Ротмана и тот стал индивидуально заниматься с ним медициной, физиологией и ботаникой, познакомил его с книгами по естественной истории. Родители Карла не особо поддерживали стремление сына стать врачом, поскольку в то время в Швеции найти работу для медика, в отличие от работы для священника, было непросто.

### Учёба в Лунде и Уппсале
Лунд был ближайшим к Векшё городом, в котором было высшее учебное заведение. В 1727 году Линней сдал экзамены и был зачислен в Лундский университет под латинизированным именем Carolus Linnaeus. Помощь в соблюдении формальностей при зачислении ему оказал магистр философии Габриель Гёк, его бывший школьный учитель; он же помог Линнею с жильём, представив его профессору Килиану Стобеусу (1690—1742). Линней поселился дома у профессора и получил со временем, как и некоторые другие студенты, свободный доступ к его обширной библиотеке. Кроме того, Стобеус обладал большой коллекцией, в которой были раковины моллюсков, рыбы, чучела птиц и минералы, а также засушенные для гербария растения. Идея хранения растений в таком виде была для Линнея нова — и он активно занялся гербаризацией растений, росших в окрестностях Лунда. В университете Линней изучал в основном медицину и химию. Важное значение для него играли лекции Стобеуса, поскольку именно с их помощью ему удалось привести в относительный порядок те естественнонаучные сведения, которые были им ранее почерпнуты из книг и собственных наблюдений. Истоки идеи «всё подвергать сомнению», которую Линней проповедовал в течение всей своей жизни, также следует искать в лекциях Стобеуса, который знакомил студентов с основами философии Декарта, рассматривавшего сомнение как единственный метод мышления, позволяющий прийти к установлению истины. Одновременно с преподаванием Стобеус имел в Лунде большую медицинскую практику и со временем стал брать с собой Линнея, когда навещал больных, в качестве помощника. Позже Линней писал о Стобеусе, что будет ему благодарен, пока жив, «за его любовь ко мне; он любил меня не как ученика, а, скорее, как своего сына».
В августе 1728 года Линней по совету Юхана Ротмана перешёл в более крупный и более старый, основанный ещё в 1474 году, Уппсальский университет — здесь было больше возможностей изучать медицину, при этом лекции читали два известных профессора медицины, Улоф Рудбек-младший (1660—1740) и Ларс Руберг (1664—1742). Поскольку домашние Линнея не имели возможности ему помогать, его материальное положение в начале обучения было крайне тяжёлым. Что касается уровня преподавания, то он и в Лундском, и в Уппсальском университете был не слишком высок, большую часть времени студенты занимались самообразованием. В Уппсальском университете Линней познакомился со своим сверстником, студентом Петером Артеди (1705—1735), вместе с которым они начали работу по критическому пересмотру естественноисторических классификаций, существовавших к тому моменту. Линней преимущественно занимался растениями в целом, Артеди — рыбами, земноводными амфибиями и зонтичными растениями.
В 1729 году Линней познакомился с профессором теологии Улофом Цельсием (1670—1756), который был увлечённым ботаником. Эта встреча оказалась для Линнея очень важной, в том числе и потому, что Цельсий в какой-то мере помог ему решить материальные проблемы. Линней вскоре поселился в доме профессора и получил доступ к его обширной библиотеке.
Именно Улофу Цельсию Линней преподнёс в качестве новогоднего подарка свою первую научную работу — небольшое рукописное сочинение Praeludia sponsaliorum plantarum («Введение в половую жизнь растений», «Введение к помолвкам растений»), написанное в конце 1729 года. В нём были изложены основные идеи его будущей половой классификации растений. Рукопись представляла собой обзор мнений по вопросу о поле у растений (начиная с авторитетов древности, Теофраста и Плиния Старшего, и заканчивая ботаниками начала XVIII века — Турнефором и Вайяном), а также описание функций различных частей цветка в соответствии с идеями Вайяна (указывалась вспомогательная роль лепестков и основополагающая роль тычинок и пестиков). Эта рукопись вызвала большой интерес в академических кругах Уппсалы, на неё, в частности, обратил внимание профессор Рудбек-младший — и с мая 1730 года под его началом Линней приступил к преподаванию как демонстратор в ботаническом саду университета. Лекции Линнея пользовались большим успехом. В том же году он переселился в дом профессора и стал служить домашним учителем в его семье.
С другим профессором медицины, Ларсом Рубергом, у Линнея также сложились хорошие отношения. Руберг был последователем философии киников, казался человеком странным, одевался плохо, при этом был талантливым учёным и владельцем большой библиотеки. Линней им восхищался и был активным последователем проповедуемой Рубергом ятрофизики (механистической физиологии), которая основывалась на том, что всё многообразие мира имеет единое устройство и может быть сведено к относительному небольшому числу рациональных законов, подобно тому, как физика сводится к законам Ньютона. Основной постулат этого учения, «человек есть машина» (лат. homo machina est), применительно к медицине в изложении Руберга выглядел следующим образом: «Сердце — насос, лёгкие — кузнечный мех, живот — корыто». Известно, что Линней был приверженцем и ещё одного тезиса — «человек есть животное» (лат. homo animal est). В целом же такой механистический подход к явлениям природы способствовал проведению множества параллелей как между различными областями естествознания, так и между природой и социально-культурными явлениями. Именно на подобных взглядах основывались планы Линнея и его друга Петера Артеди по реформированию всей науки о природе — основная их идея заключалась в создании единой упорядоченной системы знаний, которая бы легко поддавалась обзору.

### Лапландская экспедиция
Получив средства от Уппсальского королевского научного общества, 12 мая 1732 года Линней в одиночку отправился в Лапландию. Идея этого путешествия в значительной степени принадлежала профессору Улофу Рудбеку-младшему, который путешествовал по Лапландии в 1695 году (эту поездку Рудбека можно назвать первой научной экспедицией в истории Швеции), а позже на основании собранных в том числе и в Лапландии материалов написал и сам проиллюстрировал книгу о птицах, которую показывал Линнею.
Линней двигался по часовой стрелке вдоль побережья Ботнического залива, предпринимая длительные путешествия вглубь Скандинавского полуострова; один раз ему удалось пересечь этот полуостров, перевалив через нагорье Хьёлен (северо-восточная часть Скандинавских гор), и достичь побережья Норвежского моря в районе залива Фолла. Во время своего путешествия Линней исследовал и собирал растения, животных и минералы, а также разнообразные сведения о культуре и образе жизни местного населения, в том числе о коренных жителях этой страны — саамах (лопарях). Обратно в Уппсалу Линней вернулся через Финляндию и Аландские острова в октябре, преодолев за пять месяцев в общей сложности пешком и на лошади более двух тысяч километров, с собой он привёз богатую коллекцию естественнонаучных образцов, а также предметов быта саамов.
Линней рассчитывал на то, что составленный им отчёт об экспедиции будет напечатан в Acta Litteraria Sueciae — издании Уппсальского королевского научного общества. Этого, однако, не произошло, и единственной работой, которая была опубликована в этом издании в 1732 году, стала Florula Lapponica («Краткая Лапландская флора»), представляющая собой каталог растений, собранных им во время экспедиции. Florula Lapponica стала первым опубликованным трудом Линнея, в котором он применил свою «половую систему классификации растений» из 24 классов, основанную на строении тычинок и пестиков. Полный обзор растительного мира Лапландии, Flora Lapponica («Флору Лапландии»), Линней смог издать только через пять лет, уже в Голландии. Дневниковые записи, которые он вёл на протяжении экспедиции, Iter Lapponicum («Лапландское путешествие»), впервые были опубликованы только в 1811 году; некоторые наблюдения Линнея за саамами (лопарями) из этого дневника представляют этнографическую ценность до настоящего времени, поскольку почти нет других свидетельств об образе жизни коренных жителей некоторых районов Лапландии в ту эпоху.

### В Фалуне
В 1733 году Линней, продолжая обучение в университете, одновременно начал читать лекции по пробирному делу, с основами которого познакомился на рудниках во время путешествия по Лапландии; написал на эту тему руководство, которое было одобрено университетским начальством. Он также продолжал работать над «Флорой Лапландии», а также множеством других сочинений, большая часть которых будет издана через несколько лет в Голландии.
Летом 1734 года Линней, получив денежные средства от губернатора Даларны (Далекарлии), с которым он был знаком ещё со времени путешествия по Лапландии, совершил вместе с несколькими студентами семинедельное путешествие по восточной и западной частям этой провинции. В отчёте о поездке Линней писал, что во время неё он «сделал исключительные наблюдения по натуральной истории и хозяйству», а также разработал проект окультуривания холмов посредством выращивания сельскохозяйственной культуры, недавно появившейся в Швеции, — картофеля. К этому же периоду относится и решение Линнея остаться в Фалуне, административном центре Даларны, поскольку без докторского диплома преподавать в Уппсале ему фактически запретили; получить диплом доктора медицины можно было только за пределами Швеции, но на это у Линнея не было денег. Линней начал преподавать пробирное дело и минералогию, а также заниматься медицинской практикой.
К концу 1734 года относится и знакомство Линнея в Фалуне с Сарой Лизой Мореей, которой в начале 1735 года он сделал предложение — и которая стала в 1739 году его женой.

### Голландский период
Весной 1735 года Линней отправился в Нидерланды (Республику Соединённых провинций, больше известную как Голландская республика по наиболее крупной её провинции), чтобы получить степень доктора медицины (со второй половины XVII века защита докторской диссертации именно в Нидерландах была для выпускников шведских университетов распространённым явлением). Часть денежных средств, необходимых для поездки, он получил от своего будущего тестя, часть — от одного из своих друзей в Фалуне: Линней должен был сопровождать в заграничной образовательной поездке его сына.
Через Данию Линней добрался до Германии, некоторое время был в Гамбурге, затем продолжил путь в Нидерланды. Богатые соискатели обычно защищали свои диссертации в Лейденском университете, небогатые — в Хардервейкском, в котором защита стоила дешевле и происходила быстрее. 18 июня 1735 года Линней прибыл в Хардервейк, а уже 23 июня получил степень доктора медицины, защитив подготовленную ещё дома диссертацию Dissertatio medica inauguralis in qua exhibetur hypothesis nova de febrium intermittentium causa («…Новая гипотеза о причине перемежающейся лихорадки»).
Из Хардервейка Линней направился в Лейден, где опубликовал небольшое сочинение Systema naturae («Система природы»); с его изданием Линнею помог Ян Гроновиус (1686—1762), доктор медицины и ботаник из Лейдена: он был настолько восхищён этой работой, что выразил желание напечатать её за свой счёт. В этот период в Лейденском университете преподавал профессор Герман Бургаве (1668—1738), пользовавшийся европейской известностью; он был центром притяжения для врачей, натуралистов и коллекционеров Нидерландов. Доступ к нему был затруднён, однако после выхода из печати «Системы природы» Бургаве сам пригласил к себе Линнея, а вскоре уговорил его не уезжать на родину и остаться на некоторое время в Нидерландах. Решение Линнея повременить с отъездом на родину было в значительной степени связано с ситуацией в Швеции в 1730-е годы: уровень развития науки в стране был в эти годы весьма посредственным, экономика только начала оправляться от последствий длившейся более двадцати лет Северной войны, в результате которой Швеция утратила своё былое могущество, потеряла многие территории и превратилась по сути во второстепенную державу. Для Нидерландов же 1730-е годы были периодом экономического и интеллектуального расцвета. По причине активного торгового сообщения со странами всего мира, особенно с заморскими колониями, в страну в большом количестве завозились экзотические растения (и живые, и в виде семян), в том числе никому в Европе до этого неизвестные.
В августе 1735 года Линней по протекции Бургаве и Гроновиуса получил место домашнего врача, смотрителя коллекций и ботанического сада у Джорджа Клиффорда (1685—1760), бургомистра Амстердама, банкира, одного из директоров Голландской Ост-Индской компании и увлечённого ботаника-любителя. Сад находился в имении Гартекамп около города Харлема; в течение двух лет своей службы у Клиффорда Линней занимался благоустройством сада, описанием и классификацией большой коллекции живых экзотических растений, доставляемых в Нидерланды кораблями Голландской Ост-Индской компании со всего мира. Именно в период работы у Клиффорда (1735—1737) были изданы работы Линнея, реформировавшие биологическую науку и принёсшие Линнею известность среди учёных. К этому же периоду относится и состоявшаяся летом 1736 года на средства Клиффорда и по его поручению поездка в Англию, во время которой Линней познакомился с известными ботаниками того времени Гансом Слоаном (1660—1753), Иоганном Диллениусом (1687—1747) и Филипом Миллером (1691—1771), а также их коллекциями.
Ко времени работы Линнея у Клиффорда относится и несчастье, случившееся с его близким другом Петером Артеди, который работал в Амстердаме, приводя в порядок коллекции путешественника, зоолога и фармацевта Альберта Себа (1665—1736). 27 сентября 1735 года, возвращаясь домой ночью, Артеди оступился, упал в канал и утонул. К этому моменту он успел закончить свой обобщающий труд по ихтиологии, а также определил всех рыб из собрания Себа и сделал их описание. Линней и Артеди завещали друг другу свои рукописи, однако за выдачу рукописей Артеди хозяин квартиры, в которой тот жил, потребовал большой выкуп, который был уплачен Линнеем благодаря содействию Джорджа Клиффорда. Позже Линней подготовил рукопись своего друга к печати и издал её в 1738 году под названием Ichtyologia. Кроме того, предложения Артеди по классификации рыб и зонтичных растений Линней использовал в своих работах.
Три года, проведённые Линнеем в Нидерландах, — один из самых плодотворных периодов его научной биографии. За это время им было опубликовано более десяти книг, про которые можно сказать, что они в определённом смысле заложили фундамент биологии как полноценной науки.
В 1738 году Линней покинул Нидерланды. Приехав сюда никому не известным натуралистом, через три года Линней покидал эту страну известнейшим учёным, «главой ботаников» (Princeps Botanicorum). Сначала он поехал в Париж, где пробыл месяц, встречаясь с французскими учёными, в том числе с ботаниками братьями Жюссьё, Антуаном и Бернаром. Линней был избран иностранным членом-корреспондентом Французской академии наук, при этом ему было обещано, что в том случае, если он примет французское подданство, его изберут действительным членом академии. Из Парижа Линней через Руан отправился в Швецию.
Вернувшись на родину, Линней больше никогда не выезжал за её пределы, однако трёх лет, проведённых за границей, оказалось достаточно, чтобы очень скоро его имя стало всемирно известным. Этому способствовали и его многочисленные работы, изданные в Нидерландах, и то, что он лично познакомился со многими авторитетными ботаниками того времени (при том, что его нельзя было назвать светским человеком и ему плохо давались иностранные языки). Как позже охарактеризовал Линней этот период своей жизни, он за это время «написал больше, открыл больше и сделал крупных реформ в ботанике больше, чем кто-нибудь другой до него за всю свою жизнь».

### Работы, опубликованные Линнеем в Нидерландах
- Systema naturae («Система природы», 1735) — основополагающая работа в традиции научной биологической систематики. Это сочинение можно назвать программой всей той деятельности по систематике природы, которой Линней занимался в течение своей жизни[14].
- Bibliotheca Botanica («Ботаническая библиотека», 1736) — систематический каталог литературы по ботанике.
- Fundamenta Botanica («Основания ботаники», «Основы ботаники», 1736) — сборник афоризмов о принципах описания и классификации растений.
- Musa Cliffortiana («Банан Клиффорда», 1736) — описание банана, росшего в саду Клиффорда, в этой работе Линней сделал один из первых набросков естественной системы растений.
- Flora Lapponica («Флора Лапландии», 1737) — полное издание обзора растительного мира Лапландии, написанного Линнеем в значительной степени на основе результатов его экспедиции в Лапландии 1732 года. Книга стала первым образцом такого жанра современной ботанической литературы, как «флора», при этом основные принципы построения книги до сих пор используются в современных «флорах».
- Hortus Cliffortianus («Сад Клиффорда», «Клиффордовский сад», 1737, фактически — 1738) — богато иллюстрированная книга Линнея, в которой он описал растения гербария и сада Джорджа Клиффорда. Это первая из работ Линнея, в которой он смог применить свою систему для описания растений со всего мира. Кроме того, эту работу можно рассматривать как подготовительную к работе Genera plantarum.
- Genera plantarum («Роды растений», 1737) — характеристики родов растений. Линней в этой работе свёл воедино имевшиеся в то время в литературе описания ботанических родов, дополнив их новыми характеристиками, основанными на его собственной «половой системе» и касающимися генеративных органов[14].
- Critica Botanica («Критика ботаники», 1737) — свод правил по образованию названий родов и видов растений.
- Classes plantarum («Классы растений», 1738) — работа, в которой проводится сопоставление всех известных на тот момент систем растений с системой самого Линнея, а также первая публикация естественной системы растений Линнея в полном объёме.
- Corollarium generum («Собрание родов», 1738).
- Methodus sexualis («Половой метод», 1738).

Издание такого большого числа работ стало возможно также и потому, что Линней нередко не следил за процессом публикации своих трудов, по его поручению этим занимались его друзья.

### Семья
В самом конце 1734 года, на Рождественских каникулах, Линней познакомился в Фалуне с 18-летней Сарой Лизой (Элизабет) Мореей (1716—1806). Она была дочерью местного городского врача Юхана Ханссона Мореуса (1672—1742), человека весьма состоятельного и образованного. Уже через две недели после знакомства Линней сделал ей предложение. Как писал сам Линней в одной из автобиографий, ему «встретилась девушка, с которой он хотел бы жить и умереть. Полученное от неё 16 января „да“ было подтверждено её отцом 17 января…». В конце февраля 1735 года, незадолго до своего отъезда за границу, Линней с Сарой обручился (без проведения официальной церемонии, которую было решено отложить на три года).
В 1738 году, после возвращения на родину, Линней с Сарой обручился официально, а в сентябре 1739 года в фамильном хуторе Мореусов состоялась их свадьба. Их первый ребёнок (позже получивший известность как Карл Линней младший) родился в 1741 году. Всего у них было семеро детей (два мальчика и пять девочек), из которых двое (мальчик и девочка) умерли в младенческом возрасте. В честь жены и её отца Линней назвал род красивоцветущих южноафриканских многолетников из семейства Ирисовые — Moraea (Морея).
Генеалогическая схема семьи Линнея
|                             |                             |                                 |                                                                         | |                                                              |                                                              |                                                                          |                                                                          |                                                                                   |                                                                                   |                                                           |                                                           |                         |                                       |                                       |  |  |                                   |                                   |                              |                              |
| Ingemar Bengtsson 1633—1693 | Ingemar Bengtsson 1633—1693 | Ingrid Ingemarsdotter 1641—1717 | Ingrid Ingemarsdotter 1641—1717                                         | |                                                              | Samuel Brodersonius 1656—1707                                | Samuel Brodersonius 1656—1707                                            | Maria (Marna) Jörgensdotter-Schee 1664—1703                              | Maria (Marna) Jörgensdotter-Schee 1664—1703                                       |                                                                                   |                                                           | Johan Moræus ~1640—1677                                   | Johan Moræus ~1640—1677 | Barbro Danielsdotter Svedberg 1649— ? | Barbro Danielsdotter Svedberg 1649— ? |  |  | Hans Israelsson Stjärna 1656—1732 | Hans Israelsson Stjärna 1656—1732 | Sara Danielsdotter 1667—1741 | Sara Danielsdotter 1667—1741 |
|                             |                             |                                 |                                                                         | |                                                              |                                                              |                                                                          |                                                                          |                                                                                   |                                                                                   |                                                           |                                                           |                         |                                       |                                       |  |  |                                   |                                   |                              |                              |
|                             |                             |                                 |                                                                         | |                                                              |                                                              |                                                                          |                                                                          |                                                                                   |                                                                                   |                                                           |                                                           |                         |                                       |                                       |  |  |                                   |                                   |                              |                              |
|                             |                             |                                 | Нильс Ингемарссон Линнеус Nicolaus (Nils) Ingemarsson Linnæus 1674—1748 | Нильс Ингемарссон Линнеус Nicolaus (Nils) Ingemarsson Linnæus 1674—1748 | Кристина Бродерсония Christina Brodersonia 1688—1733         | Кристина Бродерсония Christina Brodersonia 1688—1733         |                                                                          |                                                                          | Юхан (Юханнес) Ханссон Мореус Johan (Johannes) Hansson Moraeus (Moræus) 1672—1742 | Юхан (Юханнес) Ханссон Мореус Johan (Johannes) Hansson Moraeus (Moræus) 1672—1742 | Элизабет Хансдоттер Elisabet Hansdotter Stjärna 1691—1769 | Элизабет Хансдоттер Elisabet Hansdotter Stjärna 1691—1769 |                         |                                       |                                       |  |  |                                   |                                   |                              |                              |
|                             |                             |                                 |                                                                         | |                                                              |                                                              |                                                                          |                                                                          |                                                                                   |                                                                                   |                                                           |                                                           |                         |                                       |                                       |  |  |                                   |                                   |                              |                              |
|                             |                             |                                 |                                                                         | |                                                              |                                                              |                                                                          |                                                                          |                                                                                   |                                                                                   |                                                           |                                                           |                         |                                       |                                       |  |  |                                   |                                   |                              |                              |
|                             |                             |                                 | Карл Линней Carl (Carolus) Linnaeus Carl von Linné 1707—1778            | Карл Линней Carl (Carolus) Linnaeus Carl von Linné 1707—1778 | Карл Линней Carl (Carolus) Linnaeus Carl von Linné 1707—1778 | Карл Линней Carl (Carolus) Linnaeus Carl von Linné 1707—1778 | Сара Лиза Морея Sara Elisabeth (Elisabet, Lisa) Moraea (Moræa) 1716—1806 | Сара Лиза Морея Sara Elisabeth (Elisabet, Lisa) Moraea (Moræa) 1716—1806 | Сара Лиза Морея Sara Elisabeth (Elisabet, Lisa) Moraea (Moræa) 1716—1806          | Сара Лиза Морея Sara Elisabeth (Elisabet, Lisa) Moraea (Moræa) 1716—1806          |                                                           |                                                           |                         |                                       |                                       |  |  |                                   |                                   |                              |                              |
|                             |                             |                                 |                                                                         | |                                                              |                                                              |                                                                          |                                                                          |                                                                                   |                                                                                   |                                                           |                                                           |                         |                                       |                                       |  |  |                                   |                                   |                              |                              |
|                             |                             |                                 |                                                                         | |                                                              |                                                              |                                                                          |                                                                          |                                                                                   |                                                                                   |                                                           |                                                           |                         |                                       |                                       |  |  |                                   |                                   |                              |                              |
|                             |                             |                                 |                                                                         | * Carl von Linné d.y. (Карл Линней младший, 1741—1783) * Elisabeth Christina (Элизабет Линней, 1743—1782) * Sara Magdalena, 1744—1744 * Lovisa, 1749—1839 * Sara Christina, 1751—1835 * Johannes, 1754—1757 * Sofia, 1757—1830 |                                                              |                                                              |                                                                          |                                                                          |                                                                                   |                                                                                   |                                                           |                                                           |                         |                                       |                                       |  |  |                                   |                                   |                              |                              |
|                             |                             |                                 |                                                                         | |                                                              |                                                              |                                                                          |                                                                          |                                                                                   |                                                                                   |                                                           |                                                           |                         |                                       |                                       |  |  |                                   |                                   |                              |                              |

### Зрелые годы в Стокгольме и Уппсале
Три года после возвращения на родину Линней жил в Стокгольме и занимался большей частью врачебной практикой. Его материальное положение вначале было весьма плачевным, а практика весьма скудна. Как писал об этом периоде жизни Линнея русский ботаник Иван Мартынов, «имя его, сделавшееся уже знаменитым, возбуждало ропот и происки между людьми посредственных достоинств». Однако довольно быстро Линнею удалось добиться известности. Вылечив несколько фрейлин от кашля с помощью отвара из свежих листьев тысячелистника, он вскоре стал придворным лекарем и одним из самых модных врачей столицы. Известно, что в своей врачебной деятельности Линней активно использовал ягоды земляники, — и для лечения подагры, и для очищения крови, улучшения цвета лица, уменьшения веса. Помимо врачебной деятельности, Линней также преподавал в Стокгольме в горном училище.
В 1739 году Линнею было ассигновано парламентом ежегодное денежное содержание, при этом он брал на себя обязательство читать лекции по ботанике и минералогии; одновременно с этим Линней получил звание «королевского ботаника». В этом же году Линней был назначен на должность главного врача флота, что принесло ему как материальный достаток, так и богатый клинический материал для исследований — тем более, что Линнею (впервые в Швеции) удалось добиться разрешения вскрывать трупы умерших в морском госпитале для определения причин смерти. Также в 1739 году Линней принял участие в образовании Шведской королевской академии наук (которая в первые годы своего существования была частным обществом) и стал первым её президентом (по жребию).
В октябре 1741 года Линней вступил в должность профессора медицины в Уппсальском университете и возглавил кафедру анатомии и медицины. В начале 1742 года он возглавил кафедру ботаники. Жил Линней в профессорском доме, который располагался в университетском ботаническом саду (ныне — Сад Линнея). Положение профессора позволило ему сосредоточиться на писании книг и диссертаций по естествознанию; он продолжал дополнять и улучшать «Систему природы», своё программное сочинение, время от времени публикуя новые издания этой работы. Кроме того, он привёл в порядок университетский ботанический сад, а 1745 году основал естественноисторический музей. Неоднократно Линнею поступали достаточно выгодные предложения о переезде в другие университеты — в Гёттингене, Мадриде, Санкт-Петербурге, — однако он до конца своей жизни остался во главе кафедры ботаники в Уппсале.
Начиная с конца 1740-х годов некоторые из шведских учеников Линнея начали участвовать в различных экспедициях, направлявшихся в самые разные части света, — таких учеников стали называть «апостолами Линнея». Иногда это были научные экспедиции (планы некоторых из них были разработаны самим Линнеем или при его участии), иногда же цели экспедиций не были связаны с научными изысканиями и ученики Линнея участвовали в них в качестве медиков. Из своих путешествий большинство учеников привозили (или присылали) своему учителю семена растений, гербарные и зоологические образцы — либо сами их обрабатывали и публиковали. Экспедиции были связаны с большими опасностями: из 17 учеников, которых обычно причисляют к «апостолам», семеро во время путешествий умерли. Эта участь постигла и Кристофера Тэрнстрёма (1703—1746), самого первого «апостола Линнея»; после того как вдова Тэрнстрёма обвинила Линнея в том, что именно по его вине её дети будут расти сиротами, он стал отправлять в экспедиции только тех своих учеников, которые были неженаты.
Слава Линнея как учёного, а также как замечательного лектора, умеющего пробуждать в слушателях интерес к познанию природы, особенно растений, привлекали в Уппсалу большое число молодых натуралистов из Швеции и других стран, число студентов Уппсальского университета увеличилось при Линнее в три раза — с 500 до 1500 человек. Многие из них защищали под руководством Линнея диссертации, темы которых обычно он давал сам (текст этих работ в значительной степени также был написан или надиктован самим Линнеем). С 1749 года собрания этих диссертаций стали издаваться под названием Amoenitates Academicae («Академические досуги»). Среди учеников Линнея было и несколько россиян, двое из которых, Александр Матвеевич Карамышев и Матвей Иванович Афонин, защитили диссертации — соответственно Necessitas Promovendae Historia Naturalis In Rossia («О необходимости развития естественной истории в России», 1764) и Usus Historiae Naturalis In Vita Communi («О пользе естественной истории в домашнем быту», 1766). Карамышев (1744—1791) позже занимался химией и металлургией, занимал важные государственные должности, был избран членом-корреспондентом Петербургской академии наук; Афонин (1739—1810) стал первым русским профессором натуральной истории, в Московском университете он читал курсы естественной истории и земледелия, а также курс «Ботаническая терминология по Линнею с гербаризацией в весеннее время».
По поручению Шведского парламента Линней участвовал в научных экспедициях на территории Швеции — в 1741 году на Эланд и Готланд (шведские острова в Балтийском море), в 1746 году — в провинцию Вестергётланд (Западная Швеция), а в 1749 году — в провинцию Сконе (Южная Швеция).
В 1750 году Карл Линней впервые был назначен на должность ректора Уппсальского университета (на эту должность назначали на срок шесть месяцев). После этого Линней ещё дважды занимал эту должность — в 1759 и 1772 годах.
В 1758 году Линней приобрёл поместье (ферму) Хаммарбю примерно в десяти километрах к юго-востоку от Уппсалы; загородный дом в Хаммарбю стал его летним поместьем (здания поместья сохранились, сейчас они входят в состав культурного заповедника и музея «Линнеевское Хаммарбю»).

### Последние годы
Здоровье Линнея в 1770-х годах ухудшилось, но он продолжал работать. Его бывший ученик Юхан Андреас Муррей, ставший профессором Гёттингенского университета, приезжавший в Уппсалу в 1772 году, позже писал, что во время этой встречи он нашёл в своём учителе «ту же сердечность, ту же живость духа, такое же стремление собирать редкости по натуральной истории», которым он удивлялся ещё во время своей учёбы в Уппсальском университете. Линней передал ему экземпляр последнего издания «Системы природы» с многочисленными вставками, содержащими изменения и дополнения, согласившись, чтобы Муррей подготовил его к печати. В 1774 году под редакцией Муррея было осуществлено новое издание ботанической части «Системы природы», оно вышло под названием Systema Vegetabilium (и неоднократно переиздавалось уже после смерти Линнея). В том же 1774 году Линней перенёс первый удар (кровоизлияние в мозг), в результате которого он был частично парализован. Чтение своих лекций он после этого передал сыну Карлу, а сам жил большей частью в Хаммарбю.
Зимой 1776—1777 года случился второй удар: он потерял память, пытался уйти из дома, писал, путая латинские и греческие буквы. Линней умер 10 января 1778 года в своём доме в Уппсале. Как одного из видных горожан Уппсалы, Карла Линнея похоронили в Уппсальском кафедральном соборе.

### Автопортрет
В автобиографии Линней следующим образом описывает собственную внешность и характер:
Фигура средней величины, скорее низкая, чем высокая, ни тощая и не жирная, средней мускулистости, уже с детства с выдающимися венами.
Голова большая, с затылком выпуклым и по шву поперек сжатым. Волосы в детстве белокурые, потом более темные, в старости серые. Глаза карие, живые, очень острые и веселые. Лоб в старости морщинистый. Маленькая бородавка на правой щеке и немного более крупная на правой ноздре. Зубы плохие, испорченные зубными болями с детства.

С открытой душой, легко сердившийся, радовавшийся и печалившийся, он быстро успокаивался; веселый в молодости, в старости был спокойным; в работе чрезвычайно быстрый, в движении легкий и скорый. Он не был сварливым и потому не отвечал тем, которые выступали против него в печати. Он говорил: если я не прав, я ничего не выиграю; если же я прав, то я прав навсегда.

### Работы Линнея после возвращения в Швецию
Наиболее значимые публикации Линнея после его возвращения на родину:
- Flora Svecica («Флора Швеции», 1745) — описание растительного мира Швеции, второе издание вышло в 1755 году.
- Fauna Svecica («Фауна Швеции», 1746) — описание животного мира Швеции.
- Hortus upsaliensis («Уппсальский сад», 1748) — описание ботанического сада Уппсальского университета.
- Pan Svecicus («Шведский Пан», 1749) — каталог кормовых растений Швеции с указанием того, какие именно сельскохозяйственные животные ими питаются. В работе Линнеем впервые последовательно ко всем описываемым растениям были применены так называемые nomina trivialia — прибавляемые к родовому названию однословные «дифференции».
- Materia medica («Лекарственные вещества», в трёх томах, 1749—1763)
- Philosophia botanica («Философия ботаники», 1751) — учебник ботаники, переведённый на многие европейские языки и остававшийся образцом для других учебников до начала XIX века.
- Species plantarum («Виды растений», 1753, в двух томах). Опыт с использованием nomina trivialia, начатый в работе Pan Svecicus (1749), Линней применил в этой работе ко всем известным на тот период растениям. Для каждого вида была приведена огромная синонимика из работ предшествующих ботаников (именуемых теперь «долиннеевскими»). Эта работа окончательно закрепила ранее высказывавшееся Линнеем мнение о том, что именно вид является основой в биологической систематике[14]. Условная дата опубликования работы, 1 мая 1753 года (в действительности второй том вышел в августе этого года), принята за исходный пункт ботанической номенклатуры.
- 10-е издание Systema naturae («Система природы»). Дата опубликования этого издания, 1 января 1758 года, принята за исходный пункт зоологической номенклатуры.
- Amoenitates academicae («Академические досуги», 1749—1790). Десятитомное собрание диссертаций, написанных Линнеем для своих студентов и отчасти самими студентами. Выходило в Лейдене, Стокгольме и Эрлангене: семь томов вышли при его жизни (с 1749 по 1769), ещё три тома — уже после его смерти (с 1785 по 1790). Темы этих работ относятся к различным областям естествознания — ботанике, зоологии, химии, антропологии, медицине, минералогии и др.
- 12-е издание Systema naturae («Система природы», 1766—1768) — последнее прижизненное издание (последнее издание, 13-е, было выпущено Иоганном Фридрихом Гмелиным в Лейпциге[17] в 1788—1793 годах, уже после смерти Линнея).

## Коллекция Линнея
Карл Линней оставил огромную коллекцию, в которую входили два гербария, собрание раковин, собрание насекомых и собрание минералов, а также большая библиотека. «Это величайшая коллекция, которую когда-либо видел мир», — писал он своей жене в письме, которое он завещал огласить после своей смерти.
После долгих семейных разногласий и вопреки указаниям Карла Линнея вся коллекция досталась его сыну, Карлу Линнею младшему (1741—1783), после смерти отца возглавившему кафедру ботаники университета. Он перевёз коллекцию из музея Хаммарбю в свой дом в Уппсале и в высшей степени усердно трудился над сохранением входящих в неё предметов (гербарии и собрание насекомых к тому времени уже пострадали от вредителей и сырости). Английский натуралист сэр Джозеф Бэнкс (1743—1820) предлагал ему продать коллекцию, но он отказался.
В конце 1783 года Карл Линней младший неожиданно умер от инсульта. Вскоре после этого его мать (вдова Карла Линнея) написала Банксу, что она готова продать ему коллекцию. Тот не стал покупать её сам, но убедил это сделать молодого английского натуралиста Джеймса Эдварда Смита (1759—1828). Потенциальными покупателями были также ученик Карла Линнея барон Клас Альстрёмер (1736—1794), российская императрица Екатерина Великая, английский ботаник Джон Сибторп (1758—1796) и другие, но Смит оказался расторопнее: быстро одобрив присланную ему опись, он утвердил сделку. Учёные и студенты Уппсальского университета требовали от властей сделать всё, чтобы оставить наследие Линнея на родине, однако король Швеции Густав III в это время находился в Италии, а государственные чиновники отвечали, что не могут решить этот вопрос без его вмешательства.
В сентябре 1784 года коллекция на английском бриге покинула Стокгольм и вскоре была благополучно доставлена в Англию. Легенда, согласно которой шведы посылали свой военный корабль на перехват английского брига, вывозившего коллекцию Линнея, не имеет научных оснований, хотя и запечатлена на гравюре из книги Роберта Торнтона «Новая иллюстрация системы Линнея». В составе коллекции, полученной Смитом, было 19 тысяч гербарных листов, более трёх тысяч экземпляров насекомых, более полутора тысяч раковин, свыше семисот образцов кораллов, две с половиной тысячи образцов минералов; библиотека насчитывала две с половиной тысячи книг, свыше трёх тысяч писем, а также рукописи Карла Линнея, его сына и других учёных.

## Вклад в науку
Число публикаций Линнея очень велико, при этом, помимо работ, вышедших под его именем, имелось немало работ, к содержанию или структуре которых он имел непосредственное отношение, но которые были опубликованы под именами его учеников. Часть сохранившихся рукописей Линнея публиковалась ещё в течение длительного периода после его смерти, вплоть до начала XX века.
Значительную часть сочинений Линнея можно отнести к описательной естественной истории, особенно к той её части, которая связана с научной инвентаризацией природных тел. Часть его работ посвящена теоретическим (в том числе методологическим) основам инвентаризации природы, часть — практическому воплощению этих идей. Одним из препятствий на пути такой инвентаризации в долиннеевский период было отсутствие чёткой определённости в описании растений и животных, в результате чего было затруднительно решить, следует ли описывать конкретную природную форму или она уже была описана ранее. Линней решил эту проблему путём введения точной терминологии в описании растений и животных. Наиболее велик его вклад в ботаническую терминологию: для точного описания различных частей растений Линнеем было введено до одной тысячи терминов, в подавляющем большинстве сохранившихся в науке до настоящего времени. Авторство многих терминов принадлежит самому Линнею, другие термины были взяты им из трудов прежних ботаников.

### Классификация природы в целом
Классификация природы, предложенная Линнеем, была искусственной, поскольку наборы ключевых признаков, положенные в её основу, были весьма ограниченными, нередко произвольными, а потому не дающими реального представления о родстве между группами. Вместе с тем, эта классификация оказалась наиболее удачной среди подобных искусственных систем и стала базисом для современной научной классификации живых организмов. Линней делил природный мир на три царства: минеральное (минералы «не живут и не чувствуют, но могут расти»), растительное (растения «живут и растут, но не чувствуют») и животное (животные «живут, чувствуют и растут»). В пределах каждого из царств Линней использовал систематические категории («ранги»), между которыми им было установлено чёткое соподчинение: каждый биологический вид (имеющий, возможно, некоторые вариации — разновидности) относился к определённому роду, каждый род — к определённому отряду, каждый отряд — к определённому классу, каждый класс — к одному из царств (все эти термины применялись учёными и ранее, но строгих и последовательных преставлений об их использовании до Линнея не было). Каждый представитель животного и растительного мира, как и каждый минерал, получал в этих работах характеристики (совокупности особенностей), система которых соответствовала системе иерархически вложенных друг в друга категорий, при этом характеристика любой группы определённого уровня (ранга) распространялась и на все входящие в неё группы более низкого уровня.
Основополагающим сочинением для деятельности по классификации живых организмов стала «Система природы», первое издание которой, опубликованное в 1735 году, содержало в виде таблиц самую общую схему деления природы на отдельные элементарные части. В последующих изданиях схема деления постепенно конкретизировалась и дополнялась, на смену таблицам пришли структурированные списки, объём издания увеличился с 14 страниц в первом издании до двух с половиной тысяч в двенадцатом издании, вышедшем в четырёх томах. И в «Системе природы», и в других своих работах Линней в значительной степени опирался на принцип divisio et denominatio («разделяй и нарекай»), суть которого заключалась в разделении природы на отдельные элементарные части, расположении их в определённом порядке и прикреплении к каждой части своей «этикетки». Этот принцип был изобретён не Линнеем, однако именно он смог его дополнить и последовательно применить ко всем известным в тот период объектам изучения природы. В течение достаточно длительного периода естествознание развивалось по пути хаотического накопления фактов, материалов и наблюдений. Настоящая наука, одной из целей которой стала систематизация знаний, возникла на рубеже XVII и XVIII века, когда накопленные знания были комплексно проанализированы и приведены в относительный порядок; в значительной степени это было связано именно с деятельностью Линнея.

### Классификация растений
Классификация растений, предложенная Линнеем, была основана на идеях Рудольфа Камерариуса (1665—1721), который первым научно обосновал наличие половых различий у растений и разработал методику описания этих различий, и Себастьяна Вайяна (1669—1722), который на основании своих исследований высказывался об основополагающей роли в размножении растений тычинок и пестиков. Издавно существовавшее разделение растительного царства на травы, кустарники и деревья было Линнеем отвергнуто. Наиболее существенными и неизменяемыми (то есть слабо зависящими от условий произрастания) частями растений, по мнению Линнея, являлись их органы размножения; исходя из этого, он построил свою классификацию на основании, во-первых, «числа, соразмерности и положения тычинок и пестиков», и, во-вторых, на признаке разделения полов у растений. Всего Линнеем было выделено 24 класса растений: первые тринадцать были основаны на числе тычинок, 14-й и 15-й — по признаку неравной длины тычинок, следующие три — по признаку срастания тычинок. К 19-му классу относились растения, в цветках которых пыльники срослись, а нити тычинок остались свободными; к 20-му — растения, у которых нити тычинок срослись со столбиком пестика. Ещё три класса включали растения с однополыми цветками — однодомные, двудомные и многобрачные (многодомные). В последний (24-й) класс были помещены все тайнобрачные растения (то есть не имеющие цветков). Эта система, несмотря на свой искусственный характер (который был осознаваем и самим Линнеем), быстро завоевала признание во всём мире: её ключевые признаки оказались более существенными по сравнению с таковыми у предшествующих систем, а также более наглядными и удобными при практическом применении.
Реформаторская деятельность Линнея в ботанике была воспринята многими авторитетными учёными неоднозначно (систему Линнея обвиняли в безнравственности; ещё почти сто лет после её появления продолжались споры о наличии полов у растений), однако в целом и новая методология описания растений, и новая система их классификации распространились очень быстро, поскольку позволили в достаточно сжатые сроки решить многие проблемы по инвентаризации накопившихся данных, преодолеть царившие до этого в ботанике хаос и неопределённость.
Во второй половине XVIII века система Линнея стала во всём мире почти общепризнанной. Использование системы продолжалось и в первой половине XIX века, а в учебной и научно-популярной литературе — до конца XIX века. Русский ботаник Иван Мартынов в своём сочинении «Три ботаника», вышедшем в 1821 году, писал, что в растительном царстве «сияют, как три великие светила», Турнефор, Линней и Жюссьё, — и без понимания о системе каждого из них невозможно увидеть «зачатия методического познания сего царства». Непосредственно о Системе Линнея Мартынов писал: «одарённый от природы всеми талантами, потребными для произведения переворота в Ботанике; одушевляемый деятельным умом, не позволяющим себе никакого покоя, … Линней, дознав из многих опытов, что тычинки и пестики были истинными, едиными половыми органами растений», воспользовался их признаками для создания «остроумной Системы», в которой все растения «сами ставятся на приличное им место».
Сам Линней воспринимал свою систему в первую очередь как служебную, предназначенную «для диагноза». Стремление же к построению естественной системы (построенной по «естественному методу») Линней считал «первым и последним, к чему стремится ботаника», объясняя это тем, что «природа не делает скачков», а все растения «проявляют друг к другу сродство». Линней выделял естественные группы в своих работах (например, 67 групп в «Философии ботаники»), однако при этом замечал, что это лишь «фрагменты» естественного метода и они «требуют изучения».
Огромный авторитет Линнея имел и отрицательное влияние: так, известное пренебрежение Линнея к анатомии растений сильно замедлило развитие этой дисциплины в конце XVIII века; с большим трудом проходил и переход от искусственной системы Линнея к естественным системам — как писал историк Эмиль Винклер, «считалось, что нельзя быть истинным линнеевцем, не выступая против естественной системы».

### Классификация животных
Царство животных было разделено Линнеем на шесть классов: млекопитающие (начиная с 10-го издания «Системы природы»; в более ранних изданиях высший класс животных назывался «четвероногие» и не охватывал многих млекопитающих, в том числе китообразных), птицы, амфибии (гады), рыбы, насекомые, а также черви, к которым были отнесены все остальные беспозвоночные. В класс амфибий входили как пресмыкающиеся, так и земноводные, класс насекомых соответствовал современным членистоногим (то есть включал не только современный класс насекомых, но также и ракообразных, паукообразных и многоножек). Класс червей был по сути мусорным таксоном — то есть систематической группой, составленной по остаточному принципу: в неё вошли все объекты классификации, которые нельзя было включить в другие группы. Среди существенных нововведений, сделанных Линнеем и подтверждённых дальнейшим развитием науки, следует отметить включение в систему классификации человека (в отряд приматов класса млекопитающих) (уже в 1-м издании «Системы природы»), а также перемещение в 10-м издании «Системы природы» китообразных, традиционно причислявшихся к рыбам, в класс млекопитающих.
Деление на главные группы опиралось на анатомические признаки, в то время как классификация внутри классов была основана преимущественно на внешних признаках и носила в значительной степени искусственный характер. Так, по признаку строения клюва к одному отряду были отнесены птицы, которые, согласно современным взглядам, относятся к разным отрядам: страус, казуар и павлин.

### Биологическая номенклатура
Ещё одной важной заслугой Линнея стало внедрение в научную практику биноминальной (бинарной) номенклатуры, при которой каждый биологический вид обозначается названием, состоящим из двух слов: названия рода (родового названия) и названия вида (видового эпитета). До Линнея все природные тела описывались исследователями с помощью традиционных многословных «дифференций» — характеристик, служащих одновременно и в качестве научных названий, и для описательных целей. Такие названия, будучи слабо формализованными, при использовании в целях номенклатуры создавали путаницу и неопределённость. Линней, начиная с работы Pan Svecicus (1749), стал последовательно применять к описываемым видам прибавляемые к родовому названию однословные «дифференции» — так называемые «тривиальные (обиходные) названия» (nomina trivialia), которые могли как отражать характерное свойство вида, так и быть произвольного происхождения. Такие односложные дифференции, имевшие, по сути, характер постоянного личного имени вида, оказались очень удобными в использовании и запоминании, а в целом переход на строгую систему достаточно коротких наименований позволил отделить вопросы наименования (биологическую номенклатуру) от вопросов дифференциального описания природных объектов (то есть от вопросов таксономии). В целом же выделение Линнеем биологического вида в качестве базовой структурной таксономической единицы (до него базовой структурной единицей считался род) имело огромное значение для развития биологической систематики. Линней интуитивно предвосхитил полученные только в XX веке результаты исследований надорганизменного уровня генетической интеграции живой материи. Линнеем также были определены критерии отнесения природных объектов к одному виду — морфологический (сходство потомства) и физиологический (наличие плодовитого потомства).
Общее число описанных Линнеем видов растений составляет около 10 тысяч, из них около полутора тысяч — новые виды (при этом, поскольку в соответствие с Международным кодексом ботанической номенклатуры исходным пунктом ботанической номенклатуры считается 1 мая 1753 года, условная дата первого издания работы Линнея Species plantarum, Линней считается автором названий всех описанных им растений; все такие названия заканчиваются обозначением L.). Кроме того, Линнеем было описано около 6000 видов животных.

### Nutrix Noverca
Во времена Линнея среди дам высшего и даже среднего общества было не принято кормить грудью своих детей, обычно для этих целей нанимались кормилицы. Линней присоединился к кампании по поощрению материнского грудного вскармливания и искоренению в Швеции практики найма для этих целей специальных кормилиц. В 1752 году вместе со студентом-медиком Фредериком Линдбергом он опубликовал на эту тему диссертацию на латинском языке Nutrix Noverca («Кормилица как мачеха»), которая была основана на их личном опыте. По традиции того времени, диссертация представляла собой изложение и разъяснение студентом идей, предложенных преподавателем. В диссертации пересказывались наблюдения Линнея за саамскими детьми во время его Лапландской экспедиции: отмечалось, какими здоровыми они растут при натуральном вскармливании — в отличие от «европейских» детей, которых кормят кормилицы; рассказывалось, что среди диких животных нет таких случаев, чтобы детёнышам было отказано их матерями в грудном молоке. Также сообщалось, что через молоко кормилицы ребёнок может «поглотить» её личность. Кроме того, в диссертации высказывалась новая для своего времени мысль, что знатные дамы чаще страдают от рака груди по сравнению с жёнами фермеров; объяснялось это наблюдение именно отказом от грудного вскармливания.
По мнению американского историка науки Лонды Шибингер, работа Nutrix Noverca сыграла существенную роль в том, что Линней для класса высших животных, к которому он отнёс и человека, выбрал название Mammalia (от лат. mamma ‘грудь, вымя’). Впервые это название появилось в 1758 году в 10-м издании «Системы природы» (в предыдущих девяти изданиях для этой группы использовалось название Quadrupedia, «четвероногие»). Посредством нового названия Линней обозначил новое понимание «анатомической сущности» таксона: наличие у представителей данной группы особых желёз, при помощи которых самки выкармливают своих детёнышей.

### Другие области науки
Наблюдения за развитием растений, в том числе описание различных экспериментов над ними, стали ещё одним направлением исследований, нашедшим достаточно широкое отражение в сочинениях Линнея. Среди таких экспериментов можно выделить первые в истории науки достоверно зафиксированные опыты по гибридизации растений. Эти опыты, а также другая практическая селекционная работа, проводившаяся как самим Линнеем, так и его учениками, а также некоторые находки «неправильных» экземпляров растений, стали причиной того, что в работах Линнея можно встретить два подхода к вопросу о неизменности видов — креационистский и эволюционный, трансформистский. Изначально Линней был однозначным сторонником традиционного креационизма — учения о сотворении мира из ничего в результате божественного акта; виды растений и животных согласно этому учению также были созданы единомоментно во время этого акта и с тех пор неизменны. Имеются многочисленные высказывания Линнея на этот счёт (прежде всего в дидактических сочинениях, предназначенных для использования в качестве учебных пособий), особенно широко известен его афоризм из «Философии ботаники»: «Видов мы насчитываем столько, сколько различных форм было создано изначально». Следствием такого подхода в качестве задачи стал подход к систематике как к попытке увидеть в природе порядок, установленный «творцом». В то же время в различных своих сочинениях Линней неоднократно выражал сомнения относительно неизменности видов, а в своих последних своих работах он предположил, что все виды одного рода составляли когда-то один вид, но позже, в результате скрещивания между существующими видами, видов стало больше.
С XVIII века, вместе с развитием ботаники, активно стала развиваться и фенология — наука о сезонных явлениях природы, сроках их наступления и причинах, определяющих эти сроки. В Швеции именно Линней первым начал вести научные фенологические наблюдения (с 1748 года, в Уппсальском ботаническом саду); позже он организовал состоявшую из 18 станций сеть наблюдателей, она просуществовала с 1750 по 1752 год. Одной из первых в мире научных работ по фенологии стала работа Линнея 1756 года Calendaria Florae; развитие природы в ней описывается большей частью на примере растительного царства.
По одной из версий, Линней первым придал шкале Цельсия современный вид. Изначально шкала термометра, изобретённого коллегой Линнея по Уппсальскому университету профессором Андерсом Цельсием (1701—1744), имела ноль в точке кипения воды и 100 градусов в точке замерзания. Линней, использовавший термометры для измерения условий в парниках и теплицах, счёл это неудобным и в 1745 году, уже после смерти Цельсия, «перевернул» шкалу. Однако существуют и другие версии по этому поводу.
Линней — самый известный шведский учёный-естествоиспытатель. В Швеции его ценят также как путешественника, который открыл для шведов их собственную страну, изучил своеобразие шведских провинций и увидел, «как одна провинция может помочь другой». Шведы ценят даже не столько работы Линнея по флоре и фауне Швеции, сколько его описания своих путешествий; эти дневниковые записи, наполненные конкретикой, богатые противопоставлениями, изложенные ясным языком, до сих пор переиздаются и читаются. Линней — один из тех деятелей науки и культуры, с которыми связано окончательное становление литературного шведского языка в его современном виде.

## Линнеанство
Ещё при жизни Линней приобрёл всемирную известность. Следование его учению, условно называемое линнеанством, стало в конце XVIII века повсеместным. И хотя сосредоточенность Линнея при изучении явлений на сборе материала и его дальнейшей классификации выглядит с точки зрения сегодняшнего дня чрезмерной, а сам подход представляется весьма однобоким, для своего времени деятельность Линнея и его последователей стала очень важной. Дух систематизации, которым была пронизана эта деятельность, помог биологии в достаточно короткие сроки стать полноценной наукой и в каком-то смысле догнать физику, активно развивавшуюся в течение XVIII века в результате научной революции.
Одной из форм линнеанства стало создание «линнеевских обществ» — научных объединений натуралистов, которые строили свою деятельность на основе идей Линнея. В 1788 году Смит основал в Лондоне Linnean Society of London («Лондонское Линнеевское общество»), целью которого было объявлено «развитие науки во всех её проявлениях», в том числе сохранение и разработка учения Линнея. Вскоре появилось аналогичное общество в Париже — «Парижское Линнеевское общество». Позже подобные «линнеевские общества» появились в Австралии, Бельгии, Испании, Канаде, США, Швеции и других странах. Многие из линнеевских обществ существуют до настоящего времени. «Лондонское Линнеевское общество» на сегодняшний день является одним из авторитетнейших научных центров, особенно в области биологической систематики; значительная часть коллекции Линнея до настоящего времени хранится в специальном хранилище Общества и доступна для исследователей. В 1888 году Обществом была учреждена Медаль Линнея — ежегодно вручаемая почётная научная награда в области биологии.
«Шведское линнеевское общество», образованное в 1917 году, занимается распространением знаний о жизни Линнея и его вкладе в науку, поддерживает интерес к его научному наследию. Под руководством первого президента Общества, потомка Линнея профессора Тюко Тульберга, старый университетский сад Уппсальского университета был восстановлен в соответствии с детальным описанием, имевшимся в работе Линнея Hortus Upsaliensis.

## Почести
Ещё при жизни Линнею давали метафорические имена, подчёркивающие его уникальное значение для мировой науки. Его называли Princeps botanicorum (переводов на русский язык встречается несколько — «Первый среди ботаников», «Принц ботаников», «Князь ботаников»), «Северный Плиний» (в этом имени Линней сравнивается с Плинием Старшим, автором Естественной истории), «Второй Адам», а также «Повелитель рая» и «Давший имена миру животных». Как писал сам про себя Линней в одной из автобиографий, «из маленькой хижины может выйти великий человек».
Шведский королевский дом был осведомлён о Линнее, его научной деятельности и той славе, которой он пользовался как в Швеции, так и в других странах. В 1753 году Карл Линней стал кавалером Ордена Полярной звезды — ордена гражданских заслуг Швеции.
В апреле 1757 года Линнею был пожалован дворянский титул (о его возведении во дворянство официально было объявлено на Тайном совете в августе 1762 году), после этого его имя стало записываться Carl von Linné. На родовом гербе, который он себе придумал, имелся щит, разделённый на три части, окрашенные в три цвета, чёрный, зелёный и красный, символизирующие три царства природы (минералы, растения и животные). В центре щита находилось яйцо. Сверху щит был увит побегом линнеи северной, любимого растения Карла Линнея. Под щитом размещался девиз на латинском языке: Famam extendere factis («славу умножай делами»). Это событие — присвоение сыну бедного священника дворянского звания, даже после того как он стал профессором и известным учёным, — было для Швеции весьма неординарным явлением.
Член Шведской королевской академии наук (1739), иностранный член Берлинской академии наук (1746), Парижской академии наук (1762; корреспондент с 1738), член Лондонского королевского общества (1753) и ряда других академий и научных обществ. Почётный член Императорской академии наук и художеств в Санкт-Петербурге с 18 декабря 1753 года.

## Линней как лектотип человека разумного
Карл Линней с точки зрения зоологической номенклатуры является лектотипом вида человек разумный (Homo sapiens) — то есть тем типовым экземпляром этого вида, который был выбран последующими исследователями в качестве номенклатурного типа из числа экземпляров, упомянутых Линнеем как автором описания этого таксона (или которые он мог иметь в виду) в протологе. В 10-м издании «Системы природы», условная дата опубликования которого, 1 января 1758 года, принята в качестве даты исходного пункта зоологической номенклатуры, Линней описал как сам вид, так и несколько групп, относящихся к этому виду. Он, однако не указал типовых экземпляров ни для Homo sapiens, ни для описанных им подвидов, поскольку в тот период учёные не занимались типификацией описываемых ими таксонов. До 1959 года ни один человек не был признан в качестве типового экземпляра вида человека разумного — пока английский профессор Уильям Томас Стерн в своей статье, посвящённой вкладу Линнея в номенклатуру и систематику, не написал, что «Линней сам должен стать типом своего Homo sapiens». Поскольку до этого в научной литературе предложений относительно типификации современного человека как таксона не было, статьи Уильяма Стерна было достаточно для назначения Карла Линнея лектотипом и вида Homo sapiens, и номинативного подвида этого вида Homo sapiens sapiens. Следует, однако, понимать, что назначение Линнея в качестве лектотипа вида Homo sapiens имеет в большей степени символическое, нежели практическое значение.

## Память
В честь Линнея названы многие биологические таксоны (роды и виды растений и животных), термины, географические и астрономические объекты. Имя Линнея носят организации, печатные издания и ботанические сады. Линнею посвящены произведения культуры, в том числе романы и рассказы, во многих странах мира ему установлены памятники. Во многих странах были выпущены почтовые марки, посвящённые Линнею. В честь Линнея проводятся разнообразные мероприятия — в частности, ежегодно в день рождения Линнея объявляется список наиболее примечательных видов живых организмов, описанных в предыдущем году.

### Основные работы
- Systema naturæ sive regna tria naturæ systematice proposita per classes, ordines, genera, & species. Lugduni Batavorum [Leyden]: apud Theodorum Haak. 1735.
- Bibliotheca botanica recensens libros plus mille de plantis huc usque editos, secundum systema auctorum naturale in classes, ordines, genera & species dispositos, additis editionis loco, tempore, forma, lingua etc cum explicatione. Amstelodami [Amsterdam]: apud Salomonem Schouten, 1736a. [12] + 153 + 35 p.
- Fundamenta botanica quae majorum operum prodromi instar theoriam scientiae botanices per breves aphorismos tradunt. Amstelodami [Amsterdam]: apud Salomonem Schouten, 1736b. 36 p.
- Musa Cliffortiana florens hartecampi prope Harlenum. Lugduni Batavorum [Leyden]. 1736c. 50 p.
- Critica botanica in qua nomina plantarum generica, specifica, & variantia examini subjiciuntur, selectiora confirmantur, indigina rejiciuntur, simulque doctina circa denominationem plantarum traditur. Seu Fundamentorum Botanicorum pars IV. Lugduni Batavorum [Leyden]: apud Conradum Wishoff. 1737a.
- Flora lapponica exhibens plantas per Lapponiam crescentes, secundum systema sexuale collectas in itinere … 1732 institutio. Additis synonymis, & Locis natalibus omnium, descriptionibus & figuris rariorum, viribus medicatis & oeconomicis plurimarum. Amstelaedami: S. Schouten. 1737b. [35] + 372 + [16] p. + 12 tab.
- Hortus Cliffortianus. Plantas exhibens quas in Hortis tam vivis quam siccis, Hartecampi in Hollandia, coluit vir nobilissimus et generosissimus Georgius Clifford juris utriusque doctor, reductis varietatibus ad species, speciebus ad genera, generibus ad classes, adjectis locis plantarum natalibus differentiisque specierum. Cum tabulis aeneis. Auctore Carolo Linnaeo…. — Amstelaedami, 1737. — [26] + X + 502 p.
- Classes plantarum, seu Systemata plantarum. Lugduni Batavorum [Leyden]: C. Wishoff, 1738. 606 col. + p. 607—656
- Genera plantarum eorumque characteres naturales secudum numerum, figuram, situm, et proportionem omnium fructificationis partium. Lugduni Batavorum [Leyden]: apud C. Wishoff : G. J. Wishoff. 1742. 527 + [24] p. Ill.
- Flora svecica exhibens plantas per Regnum Sveciae crescentes, systematice cum differentiis specierum, synonymis autorum, nominibus incolarum, solo locorum, usu pharmacopaeorum. Lugduni Batavorum [Leyden]: apud Conradum Wishoff: Georg. Jac. Wishoff. 1745. [16] + 419 p.
- Fauna Svecica Sistens Animalia Sveciæ Regni: qvadrupedia, aves, amphibia, pisces, insecta, vermes; distributa per classes & ordines, genera & species; cum Differentiis Specierum, Synonymis Autorum, Nominibus Incolarum, Locis Habitationum, Descriptionibus Insectorum. Lugduni Batavorum [Leyden]: Apud Conradum Wishoff et Georg Jac. Wishoff. Fil. Conr. 1746. [14 Bl.], 411 S., 2 Tafeln.
- Amoenitates Academicae (1749—1790), в 10 томах
- Philosophia botanica in qva explicantur fundamenta botanica cum definitionibus partium, exemplis terminorum, observationibus rariorum, adjectis figuris aeneis. Stockholmiæ [Stockholm], Apud Godofr. Kiesewetter, 1751. [6] + 362 p. + portr. + 9 tab.
- Species plantarum exhibentes plantas rite cognitas, ad genera relatas, cum differentiis specificis, nominibus trivialibus, synonimis selectis, locis natalibus, secundum systema sexuale digestas. Holmiae [Stockholm]: L. Salvii, 1753. T. i: xvi + 560 p. T. ii: P. 561—1158 + [31] p.
- Calendaria Florae. 1756.
- Flora fon Palästina. Upsala, 1756.
- Systema naturæ per regna tria naturæ, secundum classes, ordines, genera, species, cum characteribus, differentiis, synonymis, locis. Editio decima, reformata. Holmiæ [Stockholm]: impensis direct. Laurentii Salvii. 1758. [4] Bl., S. 6-823. (10-е издание)
- Clavis medicinae. 1766.
- Systema naturæ per regna tria naturæ: secundum classes, ordines, genera, species cum characteribus, differentiis, sinonimis, locis. (12-е издание, том I)
  - Tomus I, [Regnum animale]. [Pars I]. 532 p. Holmiae: Impensis Laurentii Salvii. 1766.
  - Tomus I, [Regnum animale]. [Pars II]. 834 p. Holmiae: Impensis Laurentii Salvii. 1767.
- Mantissa plantarum, I, II. 1767—1771.
- Systema naturæ per regna tria naturæ: secundum classes, ordines, genera, species cum characteribus et differentiis. (12-е издание, тома II и III)
  - Tomus II, [Regnum vegetabile]. 896 p. Holmiae: Impensis Laurentii Salvii. 1767.
  - Tomus III, [Regnum lapideum]. 262 p. Holmiae: Impensis Laurentii Salvii. 1768.
- Philosophia botanica in qua explcantur Fundamenta Botanica cum Definitionibus partium, Exemplis terminorum, Observationibus rariorum. Adiectis Figuris aeneis. Editio Secunda. Curante Johanne Gottlieb Gleditsch. Berlin C.F. Rimburgi. 1780. (2-е издание)

### Автобиографические материалы
Линней написал в разные годы жизни пять автобиографий (все в третьем лице), именно они стали фактической основой его жизнеописания. Из них важнейшей является сочинение, которое составил Адам Афцелиус (1750—1836), ученик Линнея, на основе «собственноручных заметок» своего учителя, собрав их, дополнив и прокомментировав. Эта книга была впервые опубликована в 1823 году в Уппсале на шведском языке под названием «Собственноручные заметки Карла Линнея о самом себе с примечаниями и дополнениями»:
- Afzelius A., Linné C. Egenhändiga anteckningar af Carl Linnæus om sig sjelf : med anmärkningar och tillägg :  [швед.]. — Upsala : Palmblad & C., 1823. — doi:10.5962/bhl.title.97023.

В 1878 году вышла книга, составленная из записей Линнея в своих записных книжках, под редакцией Элиаса Магнуса Фриса и его сына Теодора Магнуса Фриса:
- Carl von Linnés anteckningar öfver Nemesis divina :  [швед.] / Utgifne av Elias Fries och Th. M. Fries. — Upsala, 1878. — 268 s. — «Божественное возмездие».
Nemesis divina. Nach der schwedischen Ausgabe von Elis Malmestrom und Telemak Fredbarj herausgegeben von Wolf Lepenies und Lars Gustafsson. Aus d. Lat. u. Schwed. Ubers. von Ruprecht Volz. Frankfurt am Main, Berlin, Wien: Ullstein. 1983. 372 p. (Немецкое издание)
- Linné C. von. Lappländische Reise und andere Schriften. [aus dem Schwedischen Übers. von H. C. Artmann … Hrsg., mit Nachw. und Anm. von Sieglinde Mierau]. 4., verb. Aufl. Leipzig: Reclam. 1991. 397 S.

### Русские переводы
- Линней К. Философия ботаники, изъясняющая первые оной основания / Пер. с латин. Т. Смеловского. — СПб., 1805. — 195, XVI с.
- Линней К. Система природы. Царство животных, ч. 1—2. — СПб., 1804—1805.
- Линней К. Философия ботаники : [арх. 8 марта 2016] / Пер. с латин. Н. Н. Забинковой, С. В. Сапожникова, под ред. М. Э. Кирпичникова; изд. подгот. И. Е. Амлинский; АН СССР. — М. : Наука, 1989. — 456 с. — («Классики науки». Подсерия «Памятники истории науки»). — ISBN 5-02-003943-8.

## Комментарии
1. ↑  Иван Мартынов в своём сочинении «Три ботаника» (1821) сообщает, что деньгами для поездки в Нидерланды Линнея снабдила дочь доктора Мореуса[22].